# جيم كورتيس
جيم كورتيس (بالإنجليزية: Jim Curtiss)‏ هو لاعب كرة قاعدة أمريكي، ولد في 27 ديسمبر 1861 في كولدووتر في الولايات المتحدة، وتوفي في 14 فبراير 1945 في نورث آدمز في الولايات المتحدة.

## وصلات خارجية
- جيم كورتيس على موقعبيزبول رفرنس.كوم (الدوري الرئيسي) (الإنجليزية)
- جيم كورتيس على موقعبيزبول رفرنس.كوم (الدوري الثانوي) (الإنجليزية)